# إدوارد لورانس لوغان
إدوارد لورانس لوغان (بالإنجليزية: Edward Lawrence Logan)‏ هو قاضي وسياسي أمريكي، ولد في 20 يناير 1875 في الولايات المتحدة، وتوفي في 6 يوليو 1939 في بوسطن في الولايات المتحدة. انتخب عضو مجلس نواب ماساتشوستس.